# Kup europskih prvaka u rukometu 1966./67.
Ovo je osmo izdanje Kupa europskih prvaka u rukometu. Sudjelovala je 21 momčad. Nakon dva kruga izbacivanja igrale su se četvrtzavršnica, poluzavršnica i završnica. Hrvatska je imala svog predstavnika, Medveščak iz Zagreba, koji je predstavljao Jugoslaviju, a ispao je u četvrtzavršnici od VfL Gummersbacha (13:9, 10:19). Završnica se igrala u Dortmundu ().

## Turnir

### Poluzavršnica
- VfL Gummersbach -  TRUD Moskva 15:11, 17:15
- Dukla Prag -  Dinamo Bukurešt 10:7, 15:10

### Završnica
- VfL Gummersbach -  Dukla Prag 17:13

- europski prvak:  VfL Gummersbach (prvi naslov)